# Edith Marold
Edith Marold (* 2. Juli 1942 in Salzburg) ist eine österreichische germanistische und skandinavistische Mediävistin.
Sie studierte an den Universitäten Wien und Kopenhagen. 1967 wurde sie in Wien mit der Dissertation Der Schmied im germanischen Altertum im Fach Germanistik zum Dr. phil. promoviert. Anschließend arbeitete sie an der Universität des Saarlandes, wo sie sich 1977 für Germanische und Nordische Philologie habilitierte und 1978 zur Leiterin der altgermanistischen Abteilung des Germanistischen Instituts ernannt wurde. 1989 wechselte sie als Professorin für Altgermanische und Altnordische Philologie an die Universität Kiel, wo sie bis über ihre Emeritierung (2007) hinaus tätig ist.